# Salvatorkirche (Rosbach)

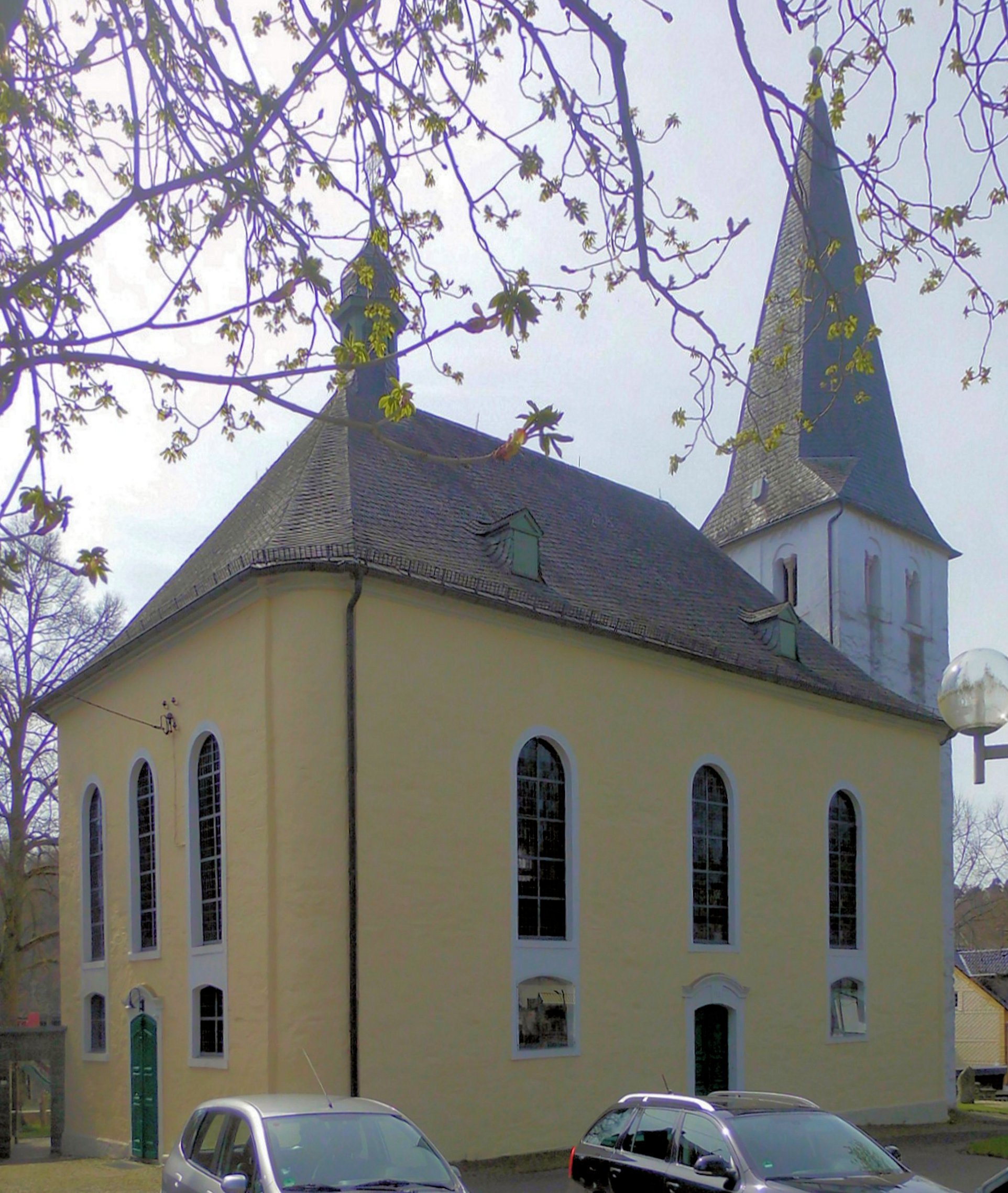
Die Salvator-Kirche

Die Salvatorkirche in Rosbach wurde 1486 erstmals als Pfarrkirche benannt. Die Kirche ist unter der Nummer A5 in der Liste der Baudenkmäler in Windeck eingetragen und befindet sich im Eigentum der Evangelischen Kirchengemeinde Rosbach, die zum Kirchenkreis An der Agger in der Evangelischen Kirche im Rheinland gehört.

## Geschichte
Die erste urkundliche Erwähnung findet sich im Liber valoris (ca. 1300) als Rospe capella. In den Bergischen Erkundigungen vom 1582 wurde sie als ecclesia nostri servatoris Jhesu Christi in Roisspach bekannt. Damals wurde die Pfarrstelle vom Herzog von Berg besetzt, während anfangs das Recht beim Bonner Cassiusstift lag.
1571 wurde die Kirchengemeinde lutherisch.
Von der alten Kirche steht nur noch der viergeschossige romanische Westturm aus dem 12. oder 13. Jahrhundert. Das Langhaus wurde 1763 abgerissen und bis 1767 neu erbaut.

## Gebäude
An den alten Turm schließt sich heute ein einschiffiges Langhaus an. Der rechteckige Saal mit abgerundeten Ecken hat ein Nord-, Ost- und Südportal. Die unteren Stichbogenfenster werden ebenso wie die Portale von einem großen Rundbogenfenster erhöht. Das Walmdach hat fünf Gauben und einen Dachreiter, Lucientürmchen genannt.

## Inneres der Kirche
Zwischen der Turmhalle mit Kreuzgratwölbung und dem Kirchenschiff befindet sich ein Windfang aus Glas. Bis auf die Ostseite stehen im Langhaus seitlich Emporen, die von marmorisierten Holzsäulen getragen werden. An der Ostseite stehen Altar, Orgel und Kanzel, alle im Rokoko-Stil gehalten. Die Decke hat ein Spiegelgewölbe und ist mit Stuckornamenten verziert.

### Orgel
Die Orgel wurde 1767 von Franz Georg Nohl erbaut, das Innenleben inzwischen aber vollständig erneuert durch einen Neubau im alten Gehäuse, den die Firma Eule Orgelbau als Opus 467 im Jahr 1976 anfertigte. Die Orgel hat 17 Register auf zwei Manualen und Pedal.

### Kruzifix
Das Kreuz aus dem 16. Jahrhundert zeigt einen Korpus Christi mit langen Locken und einer bedrohlichen Dornenkrone. Es wurde im Jahr 2004 von Wilhelm und Carsten Kleinbongbard aufwendig restauriert.

### Taufbecken
Der romanische Taufstein aus Andesit wird auf den Anfang des 13. Jahrhunderts datiert. Er besteht aus sechs Säulen und einem Mittelschaft. Die Taufschale ist aus Bronze und wurde 1976 von Waldemar Wien geschaffen. Auf ihr finden sich wichtige Symbole des christlichen Glaubens: Kreuz, Taube, Fisch, Weintrauben. Vor dem Taufbecken befindet sich seit 2013 ein kunstvoller bronzener Ständer für die Osterkerze. Er wurde von Werner Erdmann (1935–2015) geschaffen.

## Glocken
Die alte Glocke stammt aus dem Jahr 1572 und wurde von Dederich van Coellen und Hinrich gegossen. Weiterhin sind die Namen des Windecker Amtsmannes Johann van Luitzenraidt und die Von Wilhelm und Johann van Etzbach zu Mauel auf der Glocke verzeichnet, eventuell die Stifter der Glocke.
| Glocke | Name          | Gussjahr | Gießer                                   | Masse    | Durchmesser | Schlagton |
| ------ | ------------- | -------- | ---------------------------------------- | -------- | ----------- | --------- |
| 1      | Große Glocke  | 1957     | Glocken- und Kunstgießerei Rincker, Sinn | 1431 kg  | 1320 mm     | d1        |
| 2      | Alte Glocke   | 1572     | Dederich von Köln                        | ≈1050 kg | 1165 mm     | f1        |
| 3      | Kleine Glocke | 1957     | Glocken- und Kunstgießerei Rincker, Sinn | 0572 kg  | 0977 mm     | g1        |